# Dave Wilson
Dave Wilson (n. 5 octombrie 1960, Long Beach, California, SUA) este un înotător american, medaliat olimpic. A participat la o ediție a Jocurilor Olimpice (1984) în care a câștigat o medalie de aur și o medalie de argint.